# PZL Bielsko SZD-11
Die PZL Bielsko SZD-11 Albatros ist ein polnisches Segelflugzeug. Das Kürzel SZD steht für den in Bielsko-Biała ansässigen Hersteller Szybowcowy Zakład Doświadczalny (Segelflugzeug-Entwicklungswerk).

## Geschichte
Die SZD-11 entstand aus dem Wunsch heraus, längere Flugstrecken auch unter schwächsten Wind- und Thermikbedingungen durchführen zu können. Als Ausgangsmuster nutzten die beiden Konstrukteure Justyn Sandauer und Józef Niespał die SZD-8 Jaskółka, von der sie den Rumpf und das Leitwerk übernahmen. Um die Flächenbelastung zu minimieren, wurden neue Tragflächen größerer Spannweite entworfen, die an einem regulären SZD-8-Rumpf im Wechsel mit herkömmlichen Jaskółka-Flächen getestet wurden. Der Erstflug des Prototyps mit dem Kennzeichen SP–1600 fand am 14. September 1954 mit Tadeusz Góra statt. Dank der geänderten Tragflächen konnte die Flächenbelastung um etwa 30 % von 25,2 kg/m² auf 19,2 kg/m² verringert werden. Góra nahm mit dem Flugzeug an den nationalen Segelflugmeisterschaften teil und konnte damit den 3. Platz erreichen. Nachfolgend wurden einige Änderungen an Flügeln und Seitenleitwerk vorgenommen und das nun als SZD-11-2 „Albatros Super“ bezeichnete Muster flog in dieser Konfiguration am 29. August 1959 erstmals. Es blieb bei diesem einen Exemplar.

## Technische Daten
| Kenngröße              | Daten (SZD-11)       | Daten (SZD-11-2)     |
| ---------------------- | -------------------- | -------------------- |
| Besatzung              | 1                    | 1                    |
| Spannweite             | 18 m                 | 18 m                 |
| Länge                  | 7,42 m               | 7,42 m               |
| Höhe                   | 1,41 m               | 1,41 m               |
| Flügelfläche           | 17,7 m²              | 17,7 m²              |
| Flügelstreckung        | 18,3                 | 18,3                 |
| Profil                 | NACA 43 012          | NACA 43 012          |
| Flächenbelastung       | 19,2 kg/m²           | 20,2 kg/m²           |
| Leermasse              | 263,6 kg             | 268 kg               |
| Startmasse             | 353,5 kg             | 358 kg               |
| Gleitzahl              | 27 bei 74 km/h       | 27 bei 74 km/h       |
| geringstes Sinken      | 0,69 m/s bei 62 km/h | 0,69 m/s bei 62 km/h |
| Höchstgeschwindigkeit  | 220 km/h             | 220 km/h             |
| Mindestgeschwindigkeit | 53 km/h              | 53 km/h              |